# Archigalleria
Archigalleria é um gênero de mariposa pertencente à família Crambidae.